# Nam Âu
Nam Âu là một khu vực địa lý thuộc châu Âu. Khái niệm này có thể thay đổi tùy cách nhìn nhận theo lĩnh vực khí hậu (khí hậu Địa Trung Hải), địa lý hay ngôn ngữ - văn hóa.

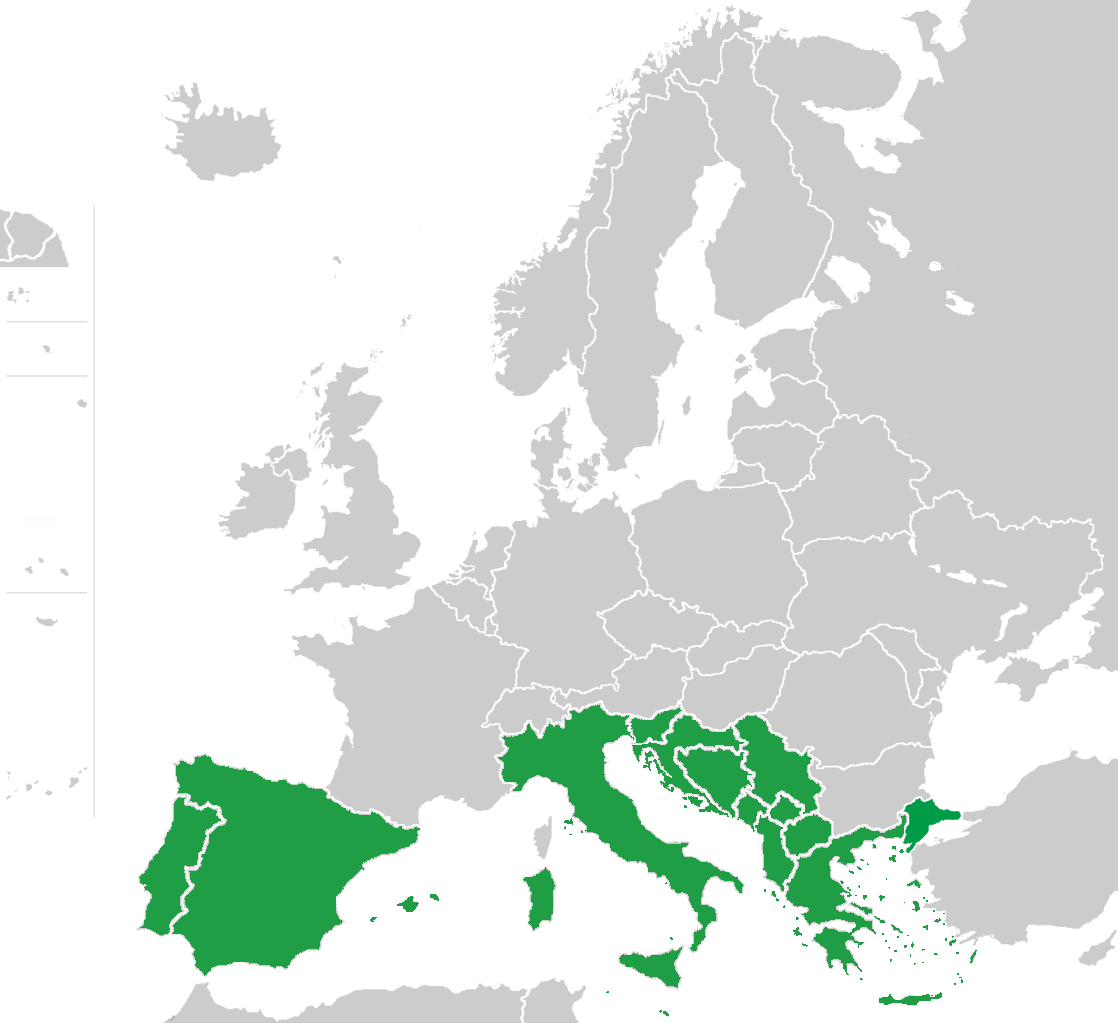
Nam Âu

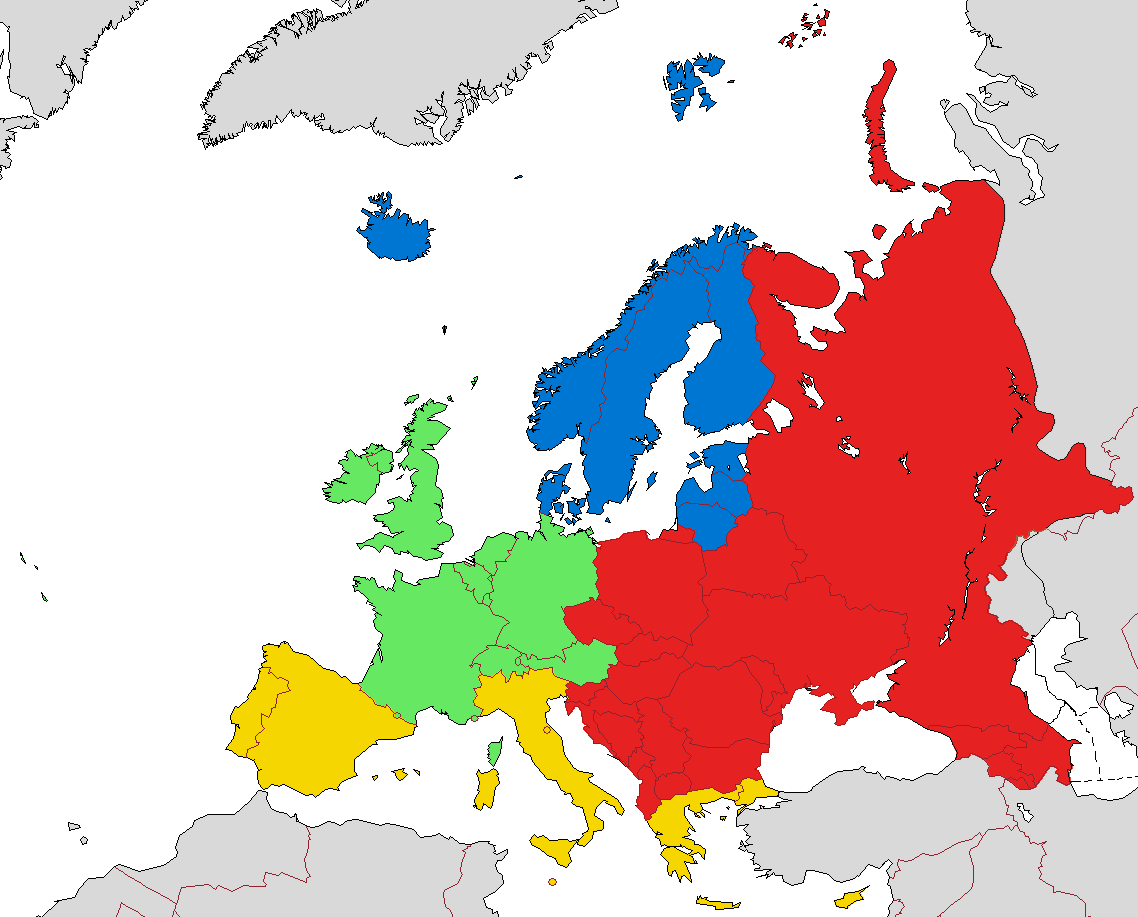
nước lịch sử, văn hóa và dân tộc miền nam châu Âu, vàng.

Nam Âu bao gồm những nước châu Âu bao quanh biển Địa Trung Hải, kể cả Bồ Đào Nha, nước chỉ có bờ biển Đại Tây Dương, gồm các bán đảo Balkan, Ý, và Iberia.
Nam Âu còn được chia nhỏ theo văn hóa:
- Nam Tây Âu, theo truyền thống Công giáo Rôma và ngôn ngữ Rôman, tương ứng phần phía Nam của Tây Âu.
- Nam Đông Âu, phần phía Nam của Đông Âu, nằm ở điểm giao của các hệ Hy Lạp, Slav, La tinh và các tôn giáo Tin Lành (chính thống), Công giáo và Đạo Hồi.

## Định nghĩa theo địa lý
Rất nhiều định nghĩa được sử dụng để chỉ phần phía Nam của châu Âu. Các bản đồ dưới đây chỉ những các phân chia đó.
|  |

## Định nghĩa địa lý chính trị của Liên Hợp Quốc
Theo phân chia của Liên Hợp Quốc, Nam Âu gồm 15 nước:
- Bồ Đào Nha
- Tây Ban Nha
- Andorra
- Ý
- San Marino
- Vatican
- Malta
- Slovenia
- Croatia
- Montenegro
- Serbia
- Hy Lạp
- Bắc Macedonia
- Albania
- Síp

## Các nước khác
Ngoài 15 nước được phân chia bởi Liên Hợp Quốc, Nam Âu còn có thể xem như gồm cả:
- Bulgaria
- România

## Phân chia theo khí hậu
Khí hậu Địa Trung Hải, ảnh hường phần Nam của châu Âu gồm bán đảo Tây Ban Nha, Bồ Đào Nha, một phần bán đảo Ý, các nước Balkan và Hy Lạp tạo nên sự tương đồng về mặt văn hóa giữa các vùng này: về lối sống, thức ăn (rượu vang, lúa mỳ, dầu ô liu...)

## Phân chia theo ngôn ngữ và văn hóa
Về văn hóa và ngôn ngữ, Nam Âu gồm hai phần. Thức nhất, các nước nhóm ngôn ngữ Rôman, tức các nước La Tinh. Thứ hai, các nước Balkan chịu ảnh hưởng bởi sự pha trộn văn hóa La Tinh (Romania), Hy Lạp (Hy Lạp) Slav (Slovenia, Croatia, Montenegro, Serbia, Macedonia, Bulgaria)  